# 学生服
学生服（がくせいふく）、学ラン（がくラン）は、日本の学生・生徒が着用することを目的に規定された服の中で、男子向けの、主に詰襟を用いた共布上下の衣服である。

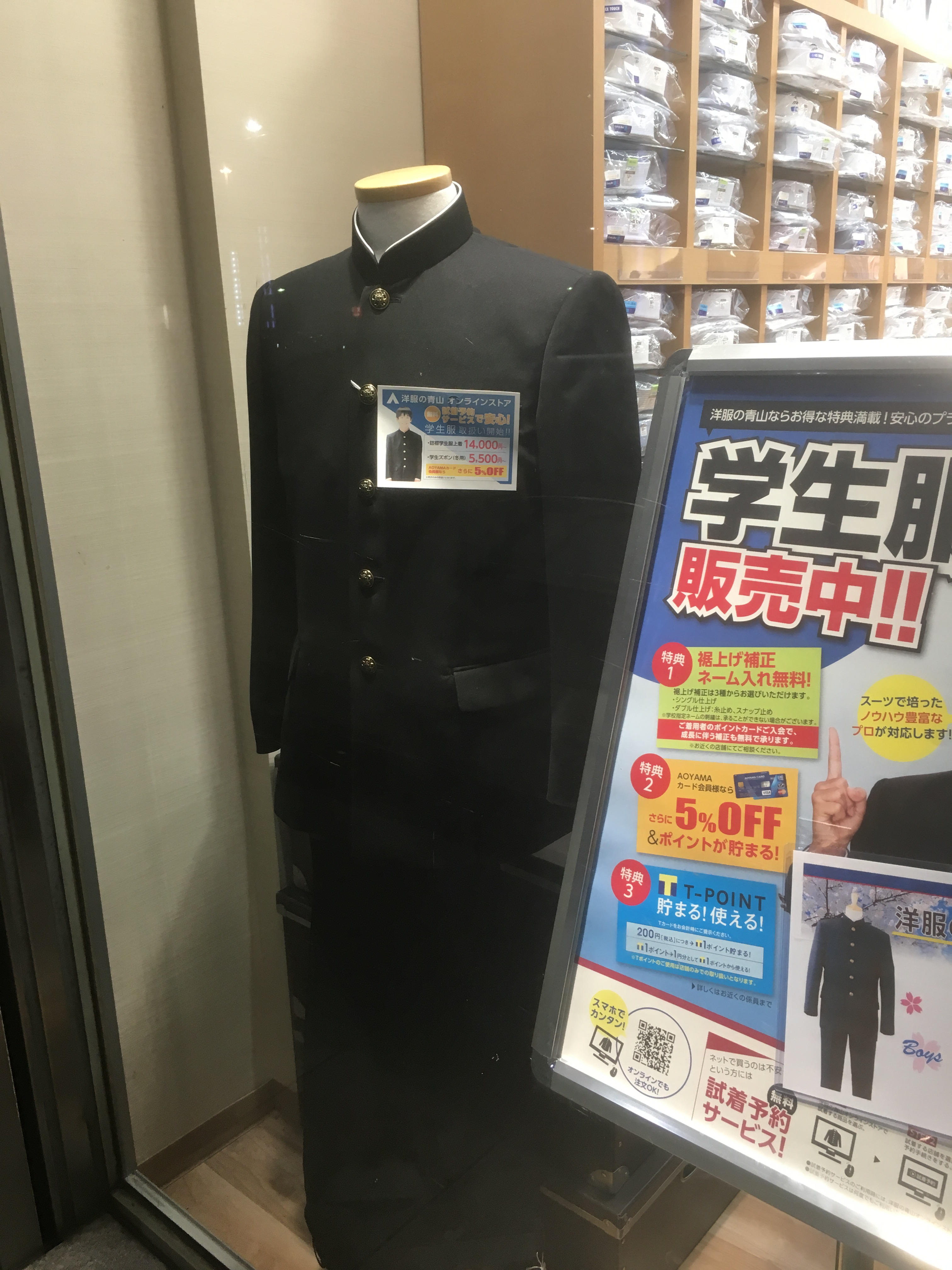
学生服（学ラン）

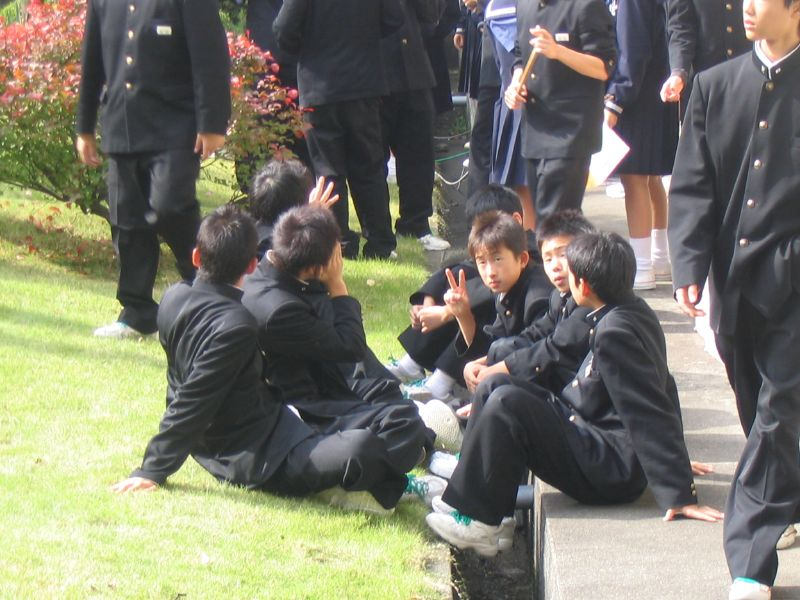
富山県砺波市の学ランを着用する生徒

## 概要
学生服は、広義には、学校の制服・標準服として定められたり、また学生・生徒向けのフォーマルウェアである衣服を意味するが、狭義には、その内でも特に「詰襟かつ立襟の共布上下で、男子生徒・学生用の衣服」を指す。本項では主に、後者のものについて記述する。
なお、ごく一部には立折襟や開襟平襟の学生服を採用する学校も存在するが、現在、通常の用法としては詰襟という言葉に折襟やその他の形式は含まれず、専ら立襟のみを指す用語として用いられる例が多いため、以下の文中では特に記載のない限り、単に詰襟と記述する。
夏季には、上衣を用いず、主に白地のシャツのみとされることが多く、ズボン・スラックスも生地が薄く通気性に優れた夏用のものがある（夏用が存在するのは、主に標準型）。春や秋の衣替え期はベストやカーディガン等を温度調節に着る場合も多い。
主要生産地は、岡山県倉敷市児島地区（三備地区の繊維産業）。学生服メーカーが集中し、日本国内生産量の7割を占める。
近年では、襟にパイピングが縫い込まれているラウンドカラー（ソフトカラー）タイプのものが主流である。
全国で詰襟学生服の採用率は2000年代中盤で高校で約2割、中学校で約7割とのデータがあるまた、2022年時点で20代の男性が中学生のときに着ていた制服の約6割が詰襟、約3割がブレザーとなっているデータもある。

## 構造
色は、黒色または濃紺で無地のものが圧倒的に多いが、学校によっては群青色、灰色、緑色、シャドーストライプなどの織が入った生地などが使われる場合もある。また、コスプレ用やイベントの衣装用等として赤や白、柄物の学生服も少数ではあるが生産されている。
素材は、ウールやポリエステルやその混紡が主で、裏地（ライナー）は総裏のものと背抜きのものがある。また、戦前の夏服 には木綿やスフなどが用いられることもあった。かつては純毛のサージ織が大半であったが、現在ではカシドス（カシミア・ドスキン）と呼ばれる目の細かい織りのものが増えてきており、夏用のズボンには平織りの生地が使われることもある。既成の変形学生服の多くは、ポリエステル100%のカシドスである。
前合わせは五つボタンが一般的であるが、七つボタンのものやホックやファスナーで留めるタイプもある。袖ボタンは2個が基本だが、1個や3個、ボタンなしを標準とする学校もある。また袖口やポケットなどにステッチや蛇腹のパイピングをあしらう例もあり、バリエーションは数多い。ボタンは金色の場合が多いが、学校によっては銀色や黒色が用いられることもあり、校章など独自の意匠が配されるのが通例である。ただし、公立中学校の一部では、汎用の桜花模様のボタンで代用される例もしばしば見られる。
詰襟タイプの男子学生服は学ランとも呼ばれる。学ランの「ラン」は和蘭陀の「ラン」を指し、江戸時代に洋服を蘭服と呼んでいたことに由来するという説がある。つまり呉服（中国由来のスタイルの服＝今でいう和服）に対しての蘭服（西洋の服）として、蘭学同様鎖国中は和蘭陀が西洋全てを代表する名前となっていたためである。その後隠語として生き続けた後、昭和50年代に漫画で「ガクラン」と称したことによって再び世間に広まり一般的な呼称となっている。1980年代前半頃、「ガクラン」は長ランなどの変形学生服を指す限定的な用語として使用することもあった が、現在は詰襟の学生服全般を指す。

## 歴史と文化

### 歴史

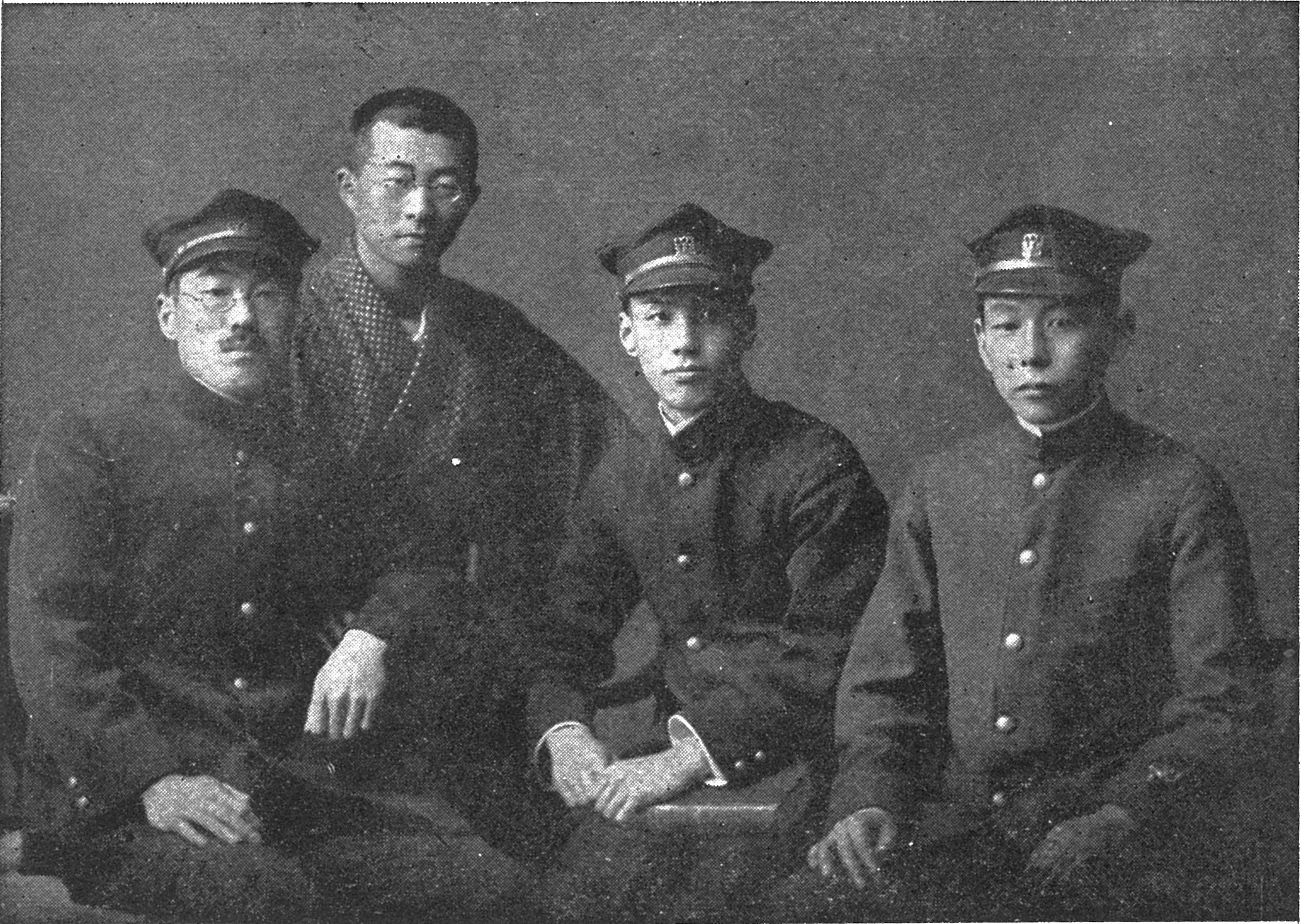
東京帝国大学を卒業する1916年（大正5年）頃の第4次『新思潮』のメンバー。和服姿の松岡譲を除き、久米正雄、芥川龍之介、成瀬正一（左から）の3人は学生服に角帽を着用している。

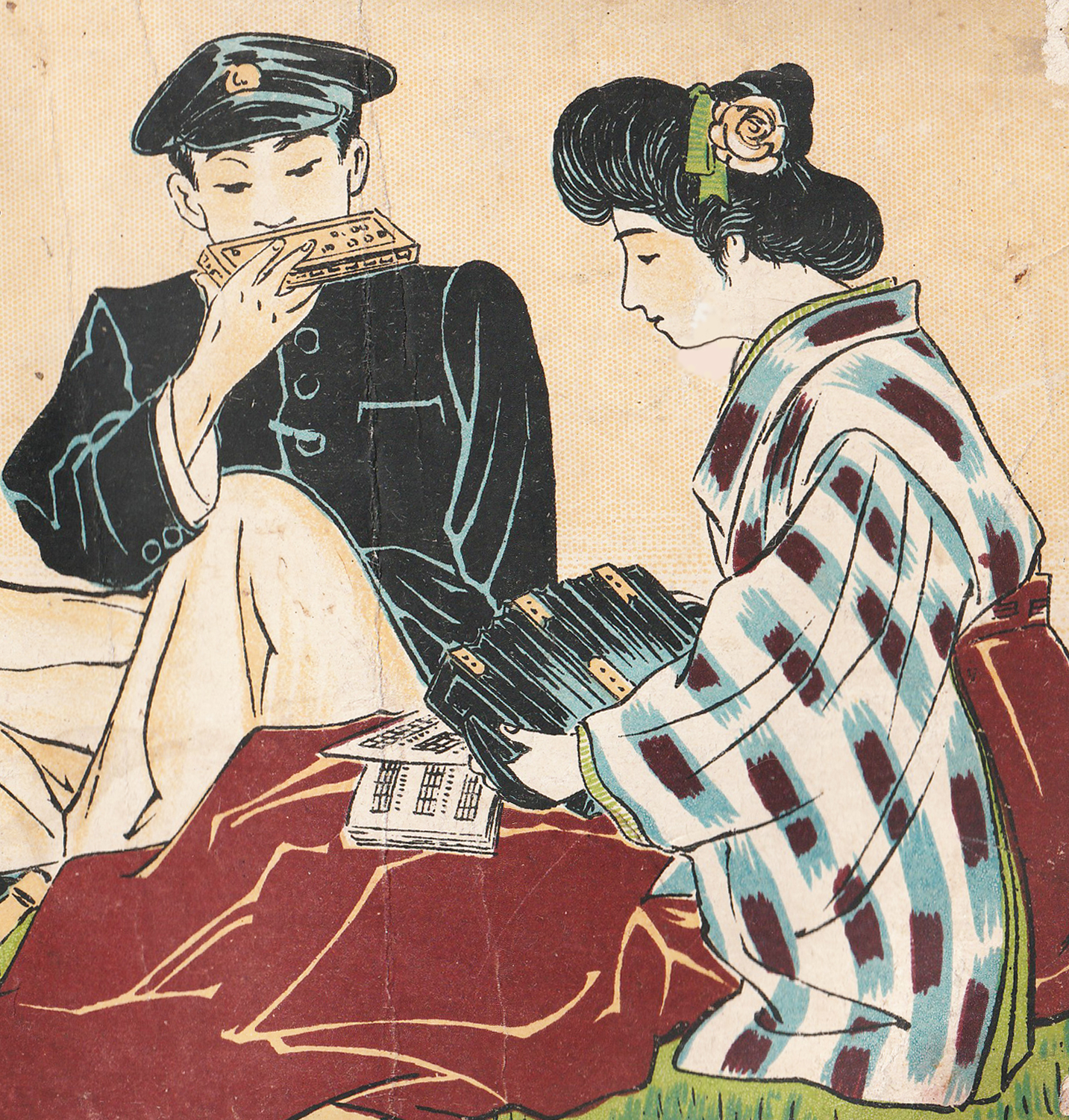
明治時代の男女の学生。1899年(明治32年)の本の表紙より

詰襟の学校制服としては、工部省工学寮や札幌農学校で、1873年頃に定められたものが最初期のものに数えられるが 、とくに工学寮（後の工部大学校）の場合、制服は官給品であった。近代化が始まったばかりで、洋服はじめ西洋の生活様式が新奇だった時期における、開化政策の一つの試みといえよう。なお、工学寮の制服の形式だが、当時の生徒写真や卒業生の証言によると、紺色のラシャ仕立てで、両胸部に襞を設け、腰部にベルトを付けた、ノーフォークジャケットに近い立襟の服で、付随する制帽はグレンガリー帽（スコットランド発祥の帽子。ギャリソンキャップの原型）であった。これらの学校の他には、学習院が1879年（明治12年）に服制を定めているが、現在の学校に広く通じる学生服の起源は、東京帝国大学が1886年（明治19年）に定めた制服とされる。同年、文部省通達により高等師範学校でも詰襟型学生服が採用された。その後、師範・中学・高等中学・帝大・大学などでも採用し始められた。生地は羅紗やサージ、色は冬服は当時の軍服に倣った黒 または紺色、夏服は白 または霜降りが主流（例外として神戸一中および二中の夏冬通してカーキ色 などがある）で、ボタン留めあるいは海軍士官型の蛇腹ホック式いずれかの形式であった。
しかし当時はまだ着物が主流の時代であり、高価な学生服は明治時代〜大正初期頃までは都市部を除いてあまり普及せず、和服に下駄姿で風呂敷を持ち、学生帽を被るというのが一般学生の典型的なスタイルであった。たとえば、石橋湛山は回想記の中で明治末期の学生生活を振り返っているが、裕福な者が多く通っていたと思われる東京帝国大学においてすら、夏用と冬用の制服を揃えていた学生は少なかったと述懐する。帝大の卒業式には天皇が行幸するため、学生は制服を着用した正装でこれを送迎していたが、当時の卒業式は真夏の7月に行われたため、夏服を持たない多くの学生は黒い冬服のまま参加せねばならず、彼らは冗談交じりに（「厚い」冬服と「暑い」気温、「篤い」忠心をかけて）「忠義とはあついものだ」というフレーズを作った。湛山自身も洋服の工面に苦労したらしく、早稲田大学卒業式の際（これも夏に行われた）、冬服しかない彼は知人から借り受けた夏服を着て臨んだが、シャツがなく、素肌の上から直に上着を着ていたため、夜の宴会場にて周囲から暑いので脱げと言われて困ったことを記している。

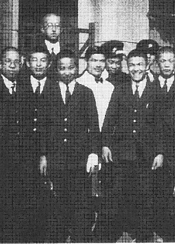
東京府立五中の背広型制服

大正中期頃よりモダニズムの波が広がり、また第一次世界大戦の影響により日本への需要が急増して思わぬ好景気となったこともあって、それまで贅沢品扱いであった洋服が普及し始め、それと共に学生服も全国的に普及していくこととなる。中には、当時としては珍しい背広型の制服が定められた学校もある（法政大学、成城高等学校、東京高等工芸学校、昭和医学専門学校、東京府立五中、第一東京市立中、第二東京市立中など）。
昭和10年代（1936年〜45年）になると次第に戦時色が濃くなり、1940年（昭和15年）11月には、国民服令（昭和15年11月1日勅令第725号）が公布され「国民服」が誕生した。昭和17年からはこの国民服が全国共通の通学服として用いられることになり、従来の学生服は徐々に姿を消していった。
1943年（昭和18年）10月21日、明治神宮外苑競技場にて「学徒出陣」壮行会が行われ、学生服に身を包んだ学生2万5千人が送り出され戦地に赴いた。
1945年（昭和20年）の終戦直後は、社会の混乱により服装を気にする余裕もない人達が多かったため、学校へ通う人の服装はまちまちであった（国民服、和服、洋服、旧日本軍軍服、連合軍の軍服など）。戦後日本を占領・間接統治した連合国軍総司令部 (GHQ) は日本の学校教育から軍国主義の払拭を図り、教育勅語の廃止や中等教育における三原則の推進など数々の改革を行ったが、学生や生徒の服装についてまでは介入しなかったために、詰襟学生服は戦後も日本の学校教育の中に生き延びることになる。戦後の復興が進むにつれて学生や生徒の服装も再び学生服へと戻っていった。
1950年代ごろまで大学生の一般的な服装は学生服であったが、1960年代に入ると上着は学生服に対して下は黒色以外の好きな色のスラックスを穿くという崩したスタイルが見られ始め、さらに大学生のスタイルの多種多様化により学生服離れが加速し、1960年代末にはかなり少数派となった。現在、大学生で学生服を着用しているのは応援団と一部の体育会系など限られた人のみである（「詰襟#歴史」も参照）。
1963年（昭和38年）舟木一夫が学生服姿で歌う「高校三年生」が大ヒット。その後数曲の衣装は学生服路線であった。
1960年以降、学生服を着用しない大学生がしだいに増加するようになった頃、中学校や高校の中でも今までの一般的な学生服には無い個性や自己主張を盛り込みつつ、既定の路線から踏み外したデザインを求める動きが一部で現れ始めた。この頃はまだ上衣の改造はほとんど見られないが、1960年代には「ラッパズボン」と呼ばれる裾が大きく広がったズボンや、「マンボズボン」、「スカマン」と呼ばれる逆に裾を細く絞り込んだズボンが一部の不良の間で着用されていた。
1967年以降に全国で起きた学園紛争の影響で、中学・高校生に服装や頭髪自由化の運動が起こり制服廃止の流れが起こった。ただし60年安保闘争の映像を見ると全学連の学生の多くは学生服姿であり、70年代初頭まではデモの隊列の中に学生服姿が必ず存在していた。大学での学生運動に於いては学生服反対というような風潮はなかったのは、すでに学生服は着用が義務とされる「制服」ではなかったからであろうと推測される。また学生服を着たきりにするというのは、当時は安上がりな方法であり、貧困学生の生活を助けるものであったことも影響している。
確認されている限りでは1960年代後期以降、ただの歌舞伎的な姿勢でもあるが、理屈としては「演舞の際に上衣の裾が乱れる」ことを嫌った一部の大学応援団において、袷が深く長めの学生服と動きやすい腰周りが太めのズボンを誂えて着用するということが始まり、この流行は応援団員の持つ硬派なイメージと共に瞬く間に全国に広がった。いわゆる「長ラン」、「ボンタン」と呼ばれる変形の代表的なスタイルの誕生である。
ただし1970年代後半になると大学生が硬派のノリを敬遠するようになったこと、一部大学では暴力追放の一環として学ランの着用を禁じた こともあったが、なによりも大学生生活の軟派化により、古風でダサい学生服を着用する大学生はキャンパスから急速に姿を消した。
1970年代中期以降、中学や高校の校内暴力が社会問題化するなど「荒れ」が深刻化していた頃、長ランボンタンスタイルはツッパリを象徴する制服として生徒の不良化の徴候であると見なされた。1979年12月7日放送の 3年B組金八先生第一シリーズ第7回では「学ラン長ラン大混ラン」というタイトルで、長ランにスポットライトを当てた話が放映された通り、この頃から変形学生服が中高生の間に広まっていった。各学生服メーカーと各地の教育委員会などは、一般的な学生服と変形学生服との明確化のため「認証マーク制度」を1980年（昭和55年）を発足させて対応した。日本被服工業組合連合会は、公立中学校に対して学生服に関するアンケートを行い、2503校から回答を得てその結果を集約・分析した上で基準を制定し、1982年（昭和57年）に『標準型学生服認定基準』 として全国統一基準認証制度を発足させ、これは現在でも継続されている。
1970年代後半から1980年代に入ると、メディアの影響 により、変形学生服の全盛時代 を迎え、変形学生服市場に20社以上参入し（後述）、100億円強の市場規模となり、ツッパリ以外の一般の学生も好んで普通に着用していた地域や学校（主に服装規制の緩い高校など）も少なくない（後述）。『ビー・バップ・ハイスクール』を代表とするツッパリ系マンガやドラマの影響や、それによる変形学生服に対する憧れ、学生服に対するファッション意識の高さ等があった。また、ラウンドカラー（ソフトカラー）とも呼ばれる、襟の上部に白のパイピングが縫い込まれているものも登場した（襟カラーは着脱不可）。1980年代後半より、変形学生服対策といった学校側の理由や、学生服メーカーの方向性変化における学校制服タイアップ活動などの理由により、女子制服のブレザー化に合わせ ブレザー型などへモデルチェンジが始まり、詰襟の学生服を採用する学校が減少していった。1980年代においても、一部の大学にて学生服を着用指定するケースが存在していたが、該当する人達からは敬遠される服装となっていた。
1990年代中盤以降は
- 不良文化の衰退
- 学校側の取締の強化
- ブレザー型などへの制服のモデルチェンジ
- 不良文化の衰退、流行の変遷
- 中高生のファッション観や嗜好の変化
- 金銭的な価値観の変化（「制服にお金を掛けるよりも他の物にお金を掛ける」等）
- 少子化、不景気による学生服市場の縮小。不良市場の縮小
- 以上の理由による変形学生服の種類の減少や、変形学生服を取り扱う販売店の減少

などの理由により（地域や学校により特色があるので一概にいい切れない部分あるが）、変形学生服を着用する学生も減少し、標準型を着用する学生が大多数となった。
2000年代にロックグループの氣志團が変形学生服姿でパフォーマンスを行い、変形学生服にも目が向けられたが、熱狂的なファンがコスプレのために変形学生服を着用するといったことにとどまった。また、2000年代の学園ドラマ『ごくせん』では、主な登場人物（第一弾の白金学院3年D組や第二弾の黒銀学院3年D組の生徒）が不良の記号的にセミ短にストレートのスラックスを着用した。一方で、学生服の上衣のボタンを留めずにブレザーの様に襟元を広く見せるように着こなし、中に着るカッターシャツ・Tシャツ・トレーナー・パーカーなどのインナーウェアや、髪型・身に着けるアクセサリーといった、別の部分のファッションにこだわる様子が描かれていた。
2010年代に入って、制服の着崩しは「ちょいゆるめ」が流行した。下着が見えるほどの「腰パン」ではなく、股上の浅いズボンと見間違う程度の「ちょい下げ」や、シャツの襟元を第2ボタンまで開けるなど、今の特徴は「さりげないおしゃれ」だという。なお、中学2年男子は、「金髪？ボンタンズボン？そんなんいないし、やったら笑われる」と話し、40代教員は、「ツッパリやルーズソックスなど、派手な格好はなくなった。非行や反抗という意味でも、ファッションという面でも、あまり自己主張しなくなった」という声が紹介されている。
2011年に行われた調査では、女性が年代が下るにつれ（スカート丈など）制服を着崩していた割合が多くなり20代が79.6%と最も多いのに対し、男性では基本的に年代が上になるにつれ制服を着崩していた割合が高くなる傾向にあり、50代以上が54.9%と最も多かった。このことを見ても、男子生徒について着崩す文化は減衰傾向にあることがわかる。

### 着こなしの文化と流行
古くは旧制高等学校を中心にバンカラを象徴するスタイルとして、制帽や学生服、マントなどを故意に破ったり、油や、蝋を塗って不潔にする、光沢を出すなど「粗末なもの」「ボロいもの（あえてボロくしたもの）」を好んで着用する破帽弊衣と呼ばれる文化が存在した。これは当時のエリート階級である高校生が、「人間の価値は外見ではなく中身である」というテーゼを主張するために行ったデモンストレーションの一種であると考えられる。こうした傾向は進学成績などが優秀でプライドの高い一流校ほど顕著であり、現在でも一部の旧ナンバースクールなどでは伝統として受け継がれている例も見られる。
また、昭和30年代以前の学生服に既製品は少なく、基本的に全てオーダーメイドであり、標準型といった統一基準も無かったため、仕立屋や個人の好みによって一般的な学生服のデザインにある程度の個性的なデザインを追加することも既に一部では行われていたようである。こうした変形制服の歴史は戦前の職業軍人たちの間にも見られ、特に大正から昭和初期の青年将校文化華やかりし時代には、軍規に抵触しない範囲内で服地の色調や品質、ディテールやシルエットの優美さなどを競い合っていたといわれている。それらの流れが敗戦を挟んで昭和30年代以降加速し、一部の不良等に着用されたラッパズボン・マンボズボン・スカマン等の個性の強い改造・変形学生服に繋がったといえる。
おおまかに変形学生服の流行の変遷をたどるならば、上衣においては1970年代が、長ランにハイウエスト・ドカン、1980年代前半がセミ短にボンタン、1980年代後半〜1990年代が極短にボンタン、1990年代中盤〜中ランにスケーターであり、現在の流行は短ブレにスケーターであるとされている。80年代のファッションの変化について、゛硬派″を信条とするツッパリから異性を意識した゛モテたい″ツッパリを意識するようになったといわれている。いうまでもなく、一つの傾向であり、これとは異なる流行の変遷があった地域も多い。
なお、1981年発売の横浜銀蝿によるセカンドシングル「ツッパリHigh School Rock'n Roll (登校編)」で、「ヨーラン」「ドカン」という歌詞があることから、この当時でも長ランにドカンのスタイルが、ツッパリの間で一定の人気を得ていたことが推測できる。
しかし、『俺たちの好きなBE-BOP-HIGHSCHOOL―ツッパリ青春漫画の傑作と80年代ヤンキー伝説（別冊宝島）』（宝島社、2003年）を参照すると、「古くは70年代の『花の応援団』で描かれる異常に丈の長い長ランは男の証だったが、実際にこれを着ていたのは本当に応援団ぐらいのものであった。BE－BOP世代である80年代、ヤンキーマインドにヒットしたのは中ランか短ランである」とされている。ただし、『BE-BOP＝HIGHSCHOOL』の主人公二人は、トオルが丈90cmの長ラン、ヒロシが丈60cm前ボタン4つのコンポラであって、シンペーの長ランに対し「当時、かなり憧れるヤツも多かった」という文言もあり1980年代に完全に長ランが衰退したわけではないものと推測される（以上、pp. 70–71）。ズボンについては、「80年代の主流の筆頭は、やはりボンタンだろう。『わたり』といわれる太股の部分が太くなっており、これでスソが絞ってあればボンタンスリム、通称『ボンスリ』となる。」「ヤンキーズボンは流行の変遷こそあれ種類は豊富で、古き伝統を持つ『ドカン』、ヒザを太くした『バナナ』などがあったが、当時のヤンキー人気はボンタンからボンスリへと向かっていた。ワタリはどんどん太く、スソはますます細くな」ったとされている。ここでは、1980年代はボンタンの興隆が懐述されている。しかし、ここで紹介されるヒロシやトオルのズボンはワタリ38cmスソ25-26cmと、それほど変形度の強いボンタンではない（以上、pp. 72–73）。
また、1988年9月号から連載が開始された漫画「今日から俺は!!」において、三橋貴志が短ラン＋ボンタン、相棒の伊藤真司が長ラン＋ドカンという対照的ないでたちで登場するように、1980年代後半は流行の移行期にあたるとも考えられる。一方で、湘南地方の高校付近を実地調査したところ「短ランと細身のズボンが主流」と述べる記事もあった ように地域差等もあって断定することは難しい。
1990年代中盤以降、脱変形学生服化が進む中でも詰襟のホックやボタンをかけずに胸襟を開けたままにしたり、校章や名札を装着しなかったり、B系ブームの影響などもあり腰パンスタイルや標準型の中でもサイズの大きなスラックスを選ぶなど、軽微な着崩しを行う学生は一般的に存在する。なお腰パン等によって、裾を引きずることにより磨耗が生じ綻ばせた状態を「裾ボロ」とも呼ぶ。腰パンをしていても、ルーズな印象を好むものは積極的にスソをひきずって「裾ボロ」にする者がいる一方で、歩きにくいなどの理由によりスソを安全ピンなどで留めることによって損傷させない者もいる。
変形学生服の文化は、時代による学生服の「一定の型」に対し、これを逆手に取ってあえてその型を崩す流れとして捉えることができる。ベクトルは時代によってさまざまだが、「型を崩すことによる自己主張」は、時代を超えて受け継がれている。喫煙や飲酒などと同様に、規則に縛られることから逃避したいという思春期の反抗の一種といった要素もあるが、反抗といった要素より流行やファッション性によるところが大きく、また、ラクな格好を求めただけの場合もある。いずれにしろ校則違反がなされることが多い領域であり、学校側と生徒側の間で緊張関係を生じうる（詳しくは服装の乱れの項を参照）。服装検査がいつ行われるか、抜き打ちで行われるか、どれくらい厳密に行われるか、違反が見つかった場合は没収されるか注意で済むのかどうかなどは、変形学生服を着る学生にとって、緊張の種である。隠しポケットやチェンジフラップのように教師の目を欺くような装飾もあり、また普段は変形学生服を着ていても服装検査の時だけ標準型を着用したり、教師の目の及ばない登下校時のみは変形学生服を着たり、教師の目に触れる際はワタリ巾を細く見せたりなど、学校側と生徒側の緊張関係から派生して様々な技術が生まれた。この緊張関係は、逆説的に新たな文化を生み出すきっかけとなっている。
また、学校や部活（応援団などは顕著）によっては先輩から後輩へと受け継がれる変形学生服もある。変形学生服に対する憧れを抱くきっかけも、マンガやドラマといったメディアの影響力が大きい一方で、身近な先輩の影響力も大きい。その反面、上級生以上の過激な変形学生服を着用することは、上級生の反感を買うため、裏校則と呼ばれるような暗黙のルールで禁止されていることもある。いずれにしても学生服文化は上級生－下級生の関係性に影響を受けている。同級生との関係でも、同調圧力（ピアプレッシャー）や、仲間意識など、クラス内の文化にも影響を受けるケースもある。
さらに、変形学生服全盛時代にそれを愛用していた学生が親となり、その子供が通う中学校や高校の制服が学生服指定の場合、懐かしさから変形学生服を子供に勧めていることも一部にあり、文化が伝達されているケースもある。この逆に親の嫌がる服を着ることは子の反抗の一形態であり、変形学生服を着用することは、親の目を意識することもある。さらに、兄のお下がりの（変形）学生服を着たり、兄の影響で弟が変形学生服を好むようになるなど、学生服文化は家族関係にも影響を受けているケースもある。
制服を着崩す生徒の心理については、服装の乱れ#服装の乱れに至る生徒の心理を参照。
その一方で元々変形学生服文化の無い学校や地域もあったり、前述のような理由で変形学生服文化が廃れたりするケースもある。
ボタンには特別な意味付けが成されていることもあり、卒業式の日に女子が好意を持つ男子の第二ボタンをもらう風習が古くから行われてきた。なぜ第二ボタンかは、小説を元に広まった、心臓に最も近い部分だから等諸説ある。また、普段第二ボタンを開けたままにしていることは「恋人募集中」などといった意味が付されることも一部地域ではある。

### 制服多様化
2021年にはLGBTなどの性自認に関する多様化やコロナ禍で換気をする教室での寒暖調整のために、制服の多様化を進める学校が増加した。制服については学校長判断で変更等が決められるが、2019年4月から、中野区と世田谷区では全区立中学校で女子生徒もスラックスの制服（標準服）を選べるようにした。世田谷区では上川あや議員の経験による質疑がきっかけとなった。福岡市では中学校長会の代表や保護者代表などによる市立中学校の制服を見直す検討委員会が発足し2019年5月には新たな標準服の案がまとまり、同年福岡市は全69校のうち4校がジェンダーフリーの独自学生服を採用。残り65校も福岡市が準備した新たな標準服となり、市内全校がスラックスとスカートを自由に選べる選択式の標準服を採用した。動きやすさや寒暖への対応のほか、男女に関係なく、ズボン、キュロット、スカートのいずれを着るか選べる。栃木県の県立高校では、コロナ禍対策の換気による防寒もあり6割で女子生徒にもスラックスが導入されている。既存の制服では寒暖差に応じた調整が難しく、また生徒が小学校でズボンを履き慣れていて制服のスカートに戸惑ったり、性差があらわな格好に抵抗を感じることがあるため多様性や機能性の配慮から女子用スラックスを追加するなど制服見直しが静岡県で進んでいる。令和に入ってからは、パーカーを導入し志願者急増効果を生み出したり、猛暑対策に男子のハーフパンツを導入する学校が急増した。
また制服を見直す団体には制服が肌に合わず苦しんだ、など体質的な問題を提起する声も寄せられている。一式の購入費が8～9万のため家計への負担のコストも考慮すべきとの意見もある。制服については教育委員会ではなく学校長判断で着用が決定するが、公正取引委員会は2020年7月に愛知県豊田市にある県立高校6校の制服販売において価格カルテルを結んでいたとして、同市の販売業者3社に対し、独占禁止法違反で再発防止を求める排除措置命令を行うなど流通に不透明さが残る場合がある。

### 統計調査

#### NHKによる調査
1980年代に変形学生服の文化が学生間にどれだけ根付いていたかを示す調査結果として、NHKが1982年に行った生徒調査がある。調査方法は、標本調査方式で全国12〜18歳の男女3600人を二段無作為抽出し、個人面接法を行った。有効回答3465人（87.9%）、うち中高生は3112人。集計は中高生に限定し、地点ごとの中高生の人口構成比を考慮したウェイト集計。
質問内容として、「あなたの学校には、カードに書いてあるような生徒はいると思いますか。あなたが見たり聞いたりしたものをいくつでも答えてください」という問いがあり、カードには、全部で14個の「非行」が並んでいる。「友達と酒をのむ生徒」「タバコを吸う生徒」「シンナーを吸う生徒」「万引きをする生徒」「先生をなぐった生徒」「学校の規則に合わない服装をする生徒」「学校の規則に合わない髪形をする生徒」「オートバイ・バイクで問題をおこした生徒」「口紅やマニキュアをつける生徒」「パーマをかける生徒」「学校をさぼってブラブラしている生徒」「家出をした生徒」「妊娠した生徒」である。そして、「この中に見聞きしたものはない」という項目があり、そこから選択する。「わからない、無回答」という統計項目もある。
そのうち、「学校の規則に合わない服装をする生徒」の項目は、全体で79.6%（男子全体79.6%、女子全体79.6%、中学生男子75.8%、中学生女子77.3%、高校生男子84.7%、高校生女子82.6%）が選択をした。約8割の生徒が、規則違反の服装を見聞していることになる。ここで、「学校の規則に合わない服装」が直ちに変形学生服を示すわけではないが、実態として該当するものが変形学生服と捉えるられるので、以下ではその意で扱うとすれば、約8割の者がそれを校内で見聞きしており、変形学生服の文化が生徒の間にかなり身近にあったことを示唆している。カードに書かれている各種「非行」のうち、男子全体では「学校の規則に合わない服装」を見聞する生徒が最も大きな値を示している。中学生男子でもトップで、高校生男子では「タバコを吸う生徒」の91.4%についで2位であり、他の非行と比べても、制服の変形化が一般的に浸透していたことを示している。
別の質問内容として「では、カードの中で、あなたがやってみたいと思ったり、やったことがあるものがあれば、いくつでもあげてください」という問いがあり、カードに前問に類似した13個の非行項目が並んでいる。「友達と酒をのむ」「タバコを吸う」「シンナーを吸う」「万引きをする」「学校の物をこわす」「学校の規則に合わない服装をする」「学校の規則に合わない髪形をする」「オートバイ・バイクに乗る」「口紅やマニキュアをつける」「パーマをかける」「学校をさぼってブラブラする」「家出をする」「『キセル』乗車など不正乗車をする」である。そして、「この中にやってみたいことや、やったことはない」という項目があり、そこから選択する。「わからない、無回答」という統計項目もある。
そのうち、「学校の規則に合わない服装をする」の項目は全体で23.7%（男子全体27.2%、女子全体、20.0%、中学生男子19.0%、中学生女子13.6%、高校生男子38.2%、高校生女子28.1%）である。他の非行項目と比べた場合、中学生男子で「オートバイ、バイクに乗る」の19.2%についで2位、高校生男子で「友達と酒をのむ」の52.7%、「オートバイ、バイクに乗る」の48.2%についで3位となっており、同四位は「タバコを吸う」の33.9%である。男子全体で、「学校の規則に合わない服装をする」へ実に4人に1人が志向している。このように、本人の意欲や実際の行動としての問いでも、大きな値を示している。他の「非行」と比較しても、大きな値を示しており、「ヤンキー」「ツッパリ」以外の「一般の」生徒であっても強く、変形学生服への意向があったことが推測される。特に、高校生男子で突出して高く、中学生男子の2倍近くの約4割の生徒が志向している。高校生男子における変形学生服着用や変形学生服への意向が、「ヤンキー」「ツッパリ」に留まらず「一般の」生徒であってもかなりの割合で通有のものであったことを窺わせる。
女子の場合は服装とともに髪型の方にも強い興味を持っていた。「学校の規則に合わない服装をする生徒」を見聞する者は男女同率（男子全体79.6%、女子全体79.6%）に対して、「学校の規則に合わない髪形をする生徒」を見聞する者は全体で71.9%（男子全体66.5%、女子全体77.5%、中学男子54.0%、中学生女子69.5%、高校生男子83.2%、高校生女子87.6%）、「学校の規則に合わない髪形をする」の意向を持つ・行動する者の項目は全体で20.3%（男子全体17.8%、女子全体で22.8%、中学生男子9.9%、中学生女子17.4%、高校生男子28.5%、高校生女子29.7%）と、いずれも女子の方が多い傾向が出ていた。男女を比較するならば、女子が髪型と制服いずれも規則外のものに志向させていたのに対し、男子はとりわけ変形制服文化の根付きの強さと深さが指摘できる。
上述した「では、カードの中で、あなたがやってみたいと思ったり、やったことがあるものがあれば、いくつでもあげてください」という質問への学年別回答の詳細値（ただしこれは男女混合の数値である）も発表されており、「学校の規則に合わない服装をする」の項目は中学一年生6.5%、中学二年生18.0%、中学三年生24.2%、高校一年生26.6%、高校二年生35.9%、高校三年生36.9%となっている。ここからは学年が進むにつれて、より強く志向される傾向が明らかになるが、とりわけ中学一年生から中学二年生、高校一年生から高校二年生で特に強い伸びを示している。その理由として、入学から一年が経過し学校文化にも適応し変形学生服を志す余裕ができたこと、後輩ができたことによって、より格好良い自分を演じたくなること、そして「裏校則」で暗に一年生が変形学生服を着用することが忌避されている場合、進級でそれがなくなったこと、などが考えられる要因として挙げられる。
これに対し、中学三年生から高校一年生への伸びは鈍化している。いわゆる「高校デビュー」といわれるような、新しい環境に入る高校入学を機に変形学生服の着用を志す生徒は少ない傾向と一見捉えることもできるが、「学校の規則に合わない服装をする」という設問であるため、中学よりも高校で「学校の規則」が緩くなっているケースも存在し、その影響で数値が低くなっている可能性があり、変形学生服を志向するようになっても高校の規則で認められていれば、本問に肯定回答として現れていない可能性がある。
なおこの調査は、個人面接法で行われたため、上記質問のような反社会的質問への肯定割合は、実際よりも低く出ると推測され、上述した以上に、1982年時点で変形学生服の文化がかなり一般的に広まっていたものと考えられる。

#### 京都府総合教育センターによる調査
また、京都府総合教育センターが1982年および1983年に発表した「子どもの生活意識と行動に関する研究調査―第1年次まとめ（中学校）―」（1981年10〜12月調査）および「子どもの生活意識と行動に関する研究調査―第1年次まとめ（高等学校）―」（1982年9〜12月調査）においては、中学2年生および高校2年生の、変形学生服など「各種問題行動」への意識、経験が調査されている。この調査では、調査項目では「制服の変形」への意識、経験が質問されているが、「変形学生服」の着用と同じ意味と捉えて差し支えないと考えられる。
まず「制服の変形」をやってみたいと思うか、という質問に対して、「自分もぜひやってみたい」（中学2年生で13.8%、高校2年生で17.9%）および「やってみたいと思う時がある」（中学2年生で39.8%、高校2年生で42.1%）と回答しており、合わせて中学2年生で53.6%、高校2年生で60.0%の生徒が「制服の変形」をやってみたいと回答している。このように半数を超える生徒が「制服の変形」欲求をもっていたことから、「制服の変形」が中高生において、身近に憧れるものであったことが明らかとなり、高校ではより強く多くのものが衝動されることを示している（「やろうとは思わない」は中学2年生で46.5%、高校2年生で40.0%）。
なお「パーマ・染髪」をやってみたいと思うか、という質問に対して、「自分もぜひやってみたい」（中学2年生で6.9%、高校2年生で18.0%）および「やってみたいと思う時がある」（中学2年生で26.2%、高校2年生で46.5%）と回答しており、合わせて中学2年生で33.1%、高校2年生で64.5%の生徒が「パーマ・染髪」をやってみたいと回答している。この結果は、生徒にとって「制服の変形」と同様に、「パーマ・染髪」も身近であったことを示しているが、中学2年生では「制服の変形」が「パーマ・染髪」を上回っている一方で、高校生では「パーマ・染髪」が「制服の変形」を逆転して多くなっていることは興味深い。
また、問題行動傾向の有無 によっても、「制服の変形」への意識の強さの差異がみられる。「自分もぜひやってみたい」（問題行動傾向有りで中学2年生59.0%・高校2年生60.0%、問題行動傾向無しで中学2年生7.5%、高校2年生で11.8%）で顕著で、問題行動傾向がある者にとって、とりわけ「制服の変形」欲求が強い傾向がある。ただし、「やってみたいと思う時もある」（問題行動有りで中学2年生31.9%・高校2年生で24.8%、問題行動無しで中学2年生40.9%、高校2年生で44.6%）では、問題行動の無いものもかなりの割合で「制服の変形」欲求を持っていることを表している。このことから、問題行動傾向のある者、言いかえれば不良文化と「制服の変形」は親和性があるものの、問題行動のないものでも一定の割合で「制服の変形」欲求をもっていたことが分かる。
次に、「制服の変形」の実行経験 については、中学2年生で「よくやった」が8.9%、「ときどき」が10.8%、「1〜2回」が8.4%であり、合計28.1%もの生徒が実際に経験している（「やってない」は71.9%）。高校2年生では、「よくやった」が17.3%、「ときどき」が15.3%、「1〜2回」が11.2%であり、合計43.7%もの生徒が実際に経験している（「やってない」は56.3%）。中学2年生で四分の一強、高校2年生で半数弱の生徒が「制服の変形」を経験していることは、「制服の変形」が実際にもかなり行われていたことを表している。意識と同様に、高校でより多くのものに「制服の変形」は行われており、意識との乖離が少なくなっていることから、中学では何らかの要因でやりたくても行えなかったものでも、あるいは後述するように強くやりたいと思わないものでも、高校では「制服の変形」が浸透していることが窺える。
意識との関連も強く「自分もぜひやってみたい」と回答したもののうち、中学2年生で75.6%、高校2年生で82.4%が実際に実行している（「よくやった」が中学2年生で42.1%・高校2年生で55.7%、「ときどき」が中学2年生で21.6%・高校2年生で19.3%、「1〜2回」が中学2年生で11.9%・高校2年生で7.4%。「やってない」は中学2年生で24.4%・高校2年生で17.6%）。一方で「やってみたいと思う時もある」と回答したもので実行したものは、中学2年生で37.3%、高校2年生で54.2%となっている（「よくやった」が中学2年生で6.4%・高校2年生で12.6%、「ときどき」が中学2年生で17.8%・高校2年生で23.6%、「1〜2回」が中学2年生で13.1%・高校2年生で18.0%。「やってない」は中学2年生で62.7%・高校2年生で45.8%）。また、「やろうと思わない」と回答したものでも、少数ながら中学2年生で6.1%、高校2年生で15.4%が実際に実行している（「よくやった」が中学2年生で1.2%・高校2年生で5.0%、「ときどき」が中学2年生で1.5%・高校2年生で4.7%、「1〜2回」が中学2年生で3.4%・高校2年生で5.7%。「やってない」は中学2年生で93.9%・高校2年生で84.6%）。
この結果からは、「制服の変形」を中学2年生では「自分もぜひやってみたい」と強い意識を持っているものが中心の文化であったが、高校2年生では、「やってみたいと思う時もある」でも実行したものが半数を超え、「やろうと思わない」という意識をもつものまで一部やるようになるという傾向が見て取れ、中学から高校にかけてより広範な範囲に「制服の変形」文化が根付くようになることが示唆される。
なお、「染髪・パーマ」の実行経験については、中学2年生で「よくやった」が1.8%、「ときどき」が1.5%、「1〜2回」が4.5%であり、合計7.7%の生徒が実際に経験しているに過ぎない（「やってない」は92.3%）。高校2年生では、「よくやった」が5.3%、「ときどき」が6.9%、「1〜2回」が17.0%であり、合計29.2%の生徒が実際に経験している（「やってない」は70.8%）。
意識では前述のように、高校2年生において、「染髪・パーマ」が「制服の変形」を抜いていたが、行動では「制服の変形」が「染髪・パーマ」を上回っている。この結果から、「染髪・パーマ」は高校2年生において、意識が増大するものの実際には行動に移さない（移せない）一方で、「制服の変形」は中学生から意識があり、実際にも比較的実行に移しやすい状況にあったことが分かる。ここからは、「染髪・パーマ」に比べ「制服の変形」に対して社会的寛容性があったと推測される。
また、「制服の変形」の経験のないものに対し、しない理由を質問したところ、「しても意味がないから」が中高とも最も多く（中学2年生で40.2%、高校2年生で62.1%）、ついで中高とも「学校のきまりだから」（中学2年生で17.0%、高校2年生で9.6%）、中学2年生では次に「制服をきるのが当然だから」（中学2年生で14.3%、高校2年生で6.3%）、高校2年生では「かっこうが悪いから」（中学2年生で5.1%、高校2年生で8.7%）が挙げられている。中学生から高校生にかけて「しても意味がないから」が増加し、「学校のきまりだから」「制服をきるのが当然だから」が減少している結果に対して、国立教育研究所内校内暴力問題研究会は「社会的しきたりのレベルに属する」理由づけから、「自立的な理由づけ」に移行したものであり、「道徳的判断における他律から自立への一応の発達を示すもの」であると分析している。
その他の理由では、「親に注意されるから」（中学2年生で9.1%、高校2年生で4.3%）、「先生に注意されるから」（中学2年生で6.9%、高校2年生で3.6%）においても中学から高校に減少しており、これは、親や教師の変形の制服を抑止する効果が薄くなっているか、そもそも変形学生服の着用に対して注意をしなくなる可能性があることを示している。一方で「しても意味がないから」が大多数を占め、これが高校生で増大することからは、外部の締め付けより自らの意思が変形学生服の着用に影響を与えており、この傾向は高校生でさらに大きくなる傾向にあることを窺わせる。

#### 朝日新聞社による調査
朝日新聞社が2016年に111の公立中学校の制服価格を調査したところ、学校により最大で2倍を超える価格差が判明した。
要因として1990年代以降から公立校が特色作りとして制服のデザインを多様化させたことにより、多品種少量の生産に対応できない零細企業が淘汰され、菅公学生服、明石被服興業、トンボなどの大手による寡占が進み、価格競争が起きないことが原因であるという。また一部地域では大手による「ほぼ同一価格に一斉値上げ」などカルテルが窺われる行為が確認されている。
価格の高騰に関連し保護者の負担が増していることから、学校が中古が入手できるバザーを紹介している他、中古の学生服を取り扱う専門店が増えているという。

### 再利用
かつてあまり豊かでなかった時代は制服・制帽を下級生や弟にお下がりをした。古いものや大秀才あるいは何年も留年した者のお古は箔が付くと珍重されたこともある。また社会人になっても自分の金で背広を買うまで学生服を仕事場で使用している場合も多かった（特に中・高卒就職者）。海軍少佐南郷茂章は学習院出身で制服を改造して軍服に仕立ていたこともあった。
現在でも、前述のように、先輩・後輩・仲間内で受け継がれたり、売買されることがある。特に体形が標準サイズではないために特注された制服は受け継がれることが多い。ネットが普及してからはネットオークションやネット販売にて中古品が取引されている。さらに、学校や地域がリユースを推進している所では、学校行事、バザー、リサイクルセンター、リサイクルショップなどで無料〜安価にて取引されている。ただし、再利用といった目的以外に収集家による収集の目的にも利用されている。
素材がポリエステル製のものも多いが、それらの素材はリサイクルすることが可能なので、一部においてリサイクルのシステムが構築されている。

### 日本以外への普及
日本国外で、過去に日本式の詰襟学生服が「男子学生の制服」として採用されていたのは、その影響を受けた韓国、大陸時代の中華民国などであった（詳しくは学校制服や詰襟#学生服としての詰襟を参照）。

## 標準型学生服
日本被服工業組合連合会の「標準型学生服認定基準」 を満たし、認証された学生服は「標準型学生服」となり「認証マーク」 （※「標準マーク」と呼ばれることもある）が添付される。「標準型学生服」は略して「標準」、「標準型」、「標準服」といわれる。なお、この項では便宜上その呼称を『標準型学生服』または『標準型』に統一する。

### 特徴
- 現在、日本にある標準型学生服メーカーは、トンボ（旧テイコク）、菅公学生服（カンコー）、明石被服興業（富士ヨット）、瀧本（スクールタイガー）の大手4社と、児島、ニシキ、カネマツ等いくつかの中小企業である。
- その他、標準型学生服・標準型制定前の一般的学生服メーカー・ブランド（現存・過去）は、乃木服、大臣印、忠臣服、大楠公、東郷印、大西郷印、カブト印、鳩サクラ、太陽櫻、サクラ日本、旭ツバメ、日の出桜、アサヒデフネ、日章、宝富士、平和富士、鳩五輪、ニッショウ、まるいし、ヒシビ、つちや、マルトク、オノト、丸尾（まるお）、級友印、勉強印、ホームランボーイ、銀時計印、ダイヤ、幸福印、名誉印、ほまれ印、ブルドック、ワニ錨などである[52]。
- 全国で詰襟タイプを採用している中学校の大多数が標準型学生服を指定している[23][24]。服装の乱れを防いだり、服装管理をし易くする意味合いが大きい。高校に関しては地域や学校により特色があり対応がまちまちのため、服装規定により必ずしも標準型である必要が無いケースもある。
- 一部地域では標準型のことを「国民」や「文部」と呼んでいた（戦中の代用学生服「国民服」や学術・教育・学校等に関する行政機関だった旧文部省から）。
- 学校によっては標準型の中でも更に細かい服装規定を設けている場合もあるので購入時はよく確認する必要がある。
  - 上衣（一例）
    - 襟カラーの形状：通常型指定/ラウンドタイプ（ソフトタイプ）指定/不問　など

  - スラックス・ズボン（一例）
    - タックの有無：ノータック指定/ワンタック指定/不問
    - 腰帯：有指定/無指定/不問
    - 脇ポケットの形状：斜指定/縦指定/不問
    - ベルト通し（後中央部）：1本指定/1本・2本並列可（不問）
    - ピスボタン：可（不問）/不可　など
- 変形学生服を主とするメーカー（後述）の一部でも認証マーク付きの標準型学生服を作っており、最近は標準型全盛のため、そちらに力を入れることも多い。そのメーカーの学生服には、標準型でも一つ一つの上衣やスラックスのデザインに名前があてがわれていることが多い。特にその名前とデザインの因果関係はなく、名付けには学生服メーカー側の好みが反映されている。あくまでも認証基準の範囲内ではあるが、通常の標準型では省略されやすいチケットポケット（上衣）やコインポケット（上衣・ズボン）を付けていたり、変形のテイストを感じさせるデザイン（ズボン：腰帯無/縦ポケ/ピスボタン/並行ループ 等）を盛り込んでいるタイプもある。
- ネットオークションなどでセミ短や中ランを「標準型と同等」「標準タイプ」などといって出品しているケースがあるが、これらのモデルには「認証マークが付いていない」「袖部分がボタンホール仕様になっている」など細部が標準型と異なり学校の服装規定外のケースも多いため、購入時には注意が必要である。
- コストダウン等の理由により、標準型に準拠しながらも認証マークを添付していないケースもあり（主に夏用のズボン等）、学校によって判断が変わるので購入時は注意が必要である。
- ボタンのデザインも全国統一標準タイプのものが制定されており、中学生用は桜をモチーフにしたもの、高校生用は月桂樹の葉冠をモチーフにしたものである。またオリジナルデザイン（校章をデザインしたものが多い）のボタンを作成し、装着指定している学校もある。

### 上衣
※標準型学生服認定基準 より、表示基準サイズ：170cm・A体
- 上衣丈：総丈の1/2±2 cm→（身長-23 cm）/2±2 cm
- カラー
  - 色：白無地のみ
  - ブランドネーム、キャッチフレーズ：品位あるもので位置は中心1ヶ所（10cm以内）のみ可。
    - 文字の色：単色使いでゴールド、シルバー、グレーの内、一色。
- 襟の高さ
  - 後部襟：4 cm±0.2 cm。
  - 前部襟：レギュラーカラー 3.6 cm±0.2 cm、ラウンドカラー 3.0 cm±0.3 cm（アールの中心部）。
  - 別途考慮：B体または特殊体型
- 襟吊・襟釛
  - 材質：布地製で華美にならないこと（金属製、樹脂製、特殊ヒモ類は不可）。
  - 色：シルバー、ブロンズ、黒のみ。
- ボタン
  - 前身：5個（チェンジボタン仕様可）。御洒落仕様不可。
  - 袖：2個
    - 付け方：裏地までの通し縫い。チェーンステッチ不可。チェンジボタン仕様可（個別申請して認定された上衣限定）。
- チェンジボタン（ボタン止め）
  - 色
    - 地色：黒とする。
    - 文字：黒、白、ゴールド、シルバーの4色とし、単色使い。

  - 材質：金属性は可。
  - 不可：七宝的なものおよび使用上不必要な装飾的なもの。
- ポケット
  - 脇
    - 雨ブタ：幅 5 cm±0.5 cm。
    - コインポケット：装着可。
      - コンシールファスナー取付可。

  - 内
    - 仕様：切りポケット・ファスナー付（ファスナードロップの装飾デザイン不可）・雨ブタ使用可。
    - 位置：横のみ（縦不可）。
    - チケットポケット：装着可。縦、横のみ可（斜不可）。

  - 胸
    - ハコのフチ 2.4 cm±0.2 cm。
    - ライン：ほぼ水平のみ。それ以外不可。
- 胴の部分：極端なウエストのしぼりは不可。
- カド：フロント裾、雨ブタのカドは小丸味のみ可（1円玉程度の大きさ）。
- 袖口
  - 形状：筒状またはあきみせ状。それ以外は不可。
  - 構造：袖伸ばし仕立ては可。袖割可能な作りは不可。
  - 幅：15 cm±1 cm。
- 前合せ：ボタンのみ。ファスナー使用不可。
- ダーツ：有無不問（1本は可）。
- ステッチ等
  - 表：不可
  - 裏：ステッチ、パイピング共に可。色は黒のみ。
- 裏地：黒無地のみ（メッシュは可）。
- 袖裏・ポケット地：黒無地とする。
- 「上衣丈（着丈）」並びに「第5釦から裾まで」のサイズ（単位：cm）

| サイズ | 上衣丈    | 第5釦から裾まで |
| ------ | --------- | --------------- |
| 160A   | 66.5-70.5 | 21.5-24.5       |
| 170A   | 71.5-75.5 | 23.0-26.0       |
| 180A   | 76.5-80.5 | 24.5-27.5       |

### スラックス・ズボン
※標準型学生服認定基準 より
- 腰部分
  - 型（腰帯の有無）：切替タイプ（腰帯有）、切替無し（腰帯無）タイプ共に可。
    - 腰帯幅：3.5〜4 cm。

  - 股上丈、装飾等：極端に深い（ハイウエスト）・浅い（ローライズ）ものは不可。腰後のセンター割不可。
- タック
  - 有無・数：ノータック、ワンタックは可。
  - 幅
    - ウエスト72cm以下：1.5cmまで。
    - 上記以上：2cmまで。
- ベルト通し（ループ）
  - 数：7〜9本
  - 長さ：4〜5 cm
  - ループダウン（下がり）：1.5cmまで可。
  - 後ろ位置：1本または2本並列のみ可（X・V字状不可）。並列の間隔は1cm以上空けること。
  - ループ幅：0.8〜1.2 cm。
- ポケット
  - 脇：斜、縦以外は不可。
    - コインポケット：取付可（但し、ポケット口より内に2cm以上あけること）。
      - コンシールファスナー：取付可。

  - 後：切ポケット以外は不可（但し、両玉、片玉は1cmまでとする）。
  - 腰裏：腰裏の札入れは可（前身）。
- 雨ブタ、ピス等
  - 可：ピスボタン（華美にならないこと）。
  - 不可：雨ブタ（フラップ）、特殊ヒモ類、ピスネーム、飾りシツケ等。
- 腰裏・ポケット地：黒、グレー、濃紺、クリームは可。
- スソ形状：シングル、ダブル可。ダブルの折返し幅は3〜4cmが標準。
- ワタリ（股の付け根部分のサイズ）・ヒザ幅（全ての製品について股の付け根部分より下30cmの位置）・スソ幅・スソ口
  - 単位：cm

| Wサイズ | ワタリ幅 | ヒザ幅  | スソ幅  |
| ------- | -------- | ------- | ------- |
| 66      | 28-31    | 20-24   | 20-22   |
| 70      | 29-32    | 21-25   | 21-23   |
| 76      | 30-34    | 22-26.5 | 22-23.5 |
| 82      | 32-36    | 22-27   | 22-24   |
| 88      | 34-38    | 24-29   | 23-25   |

- ヒザ幅
  - スソ幅に対し

| ウエストサイズ | ヒザ幅                       |
| -------------- | ---------------------------- |
| 74cmまで       | 最大+2 cm                    |
| 76–82 cm       | 最大+3 cm                    |
| 84–100 cm      | 最大+4 cm                    |
| 100cm以上      | 別注                         |
| 上記以外       | 同上のサイズを基準として作成 |

- スポーツマンタイプ
  - 別呼称[53]
    - 全般的：SP体・SP型
    - ワンタックタイプ限定：SP-1体・SP-1型
    - 腰帯無タイプ（ノータック）限定：ASP体・ASP型

  - 太もも近辺が発達している（例：陸上競技やサッカー等の運動選手）等、普通の標準型ズボンでウエストを適切なサイズに合わせると太もも部分がきつくなってしまう人向けに作られたモデル。
  - 腰から太もも周辺部分が通常の標準型ズボンよりも認証される範囲でゆったりと膨らんだラインで作られている。
  - それ以外は普通の標準型ズボンと同様の要件を満たしているため、認証マークも添付されている。

## 変形学生服
標準型学生服認証マークの付かない学生服は一般的に変形学生服と呼称されることが多い。他に「ファッション学生服・学ラン」「改造学生服・学ラン」「特殊学生服・学ラン」「カスタム学生服・学ラン」「デザイン学生服・学ラン」「オシャレ学生服・学ラン」などと呼称される。また、前述のように学校の服装規定に違反することも多いため、「違反服」「違反学生服」とも呼称される。なお、この項では便宜上その呼称を『変形学生服』または『変形』に統一する。

### 特徴（変形）
- 変形学生服の主なメーカー・ブランド（現存・過去）は、ベンクーガー（BENCOUGAR）、バンゼット(VAN JET)、マックスラガー（MAX RUGGER）、ディスカル（DISCAL）、ジョニーケイ（JOHNNY KEY）、ジョンカーター（JOHNCARTER）、キングダッシュ（KingDash）、タクトン(TACTEON)、ビックパーサー、リバックス・メンズ（Rivax　Men's）K.Yoshihiro、BLACK 1、EAGLE FEATHER、極 KIWAME、極族、ベースキャンプ、マスクローズ、ブラックカイザー、ヤーバンDC、コブラ、ユニオンジャック、トップカルダン、Mrニノコなどである。
- 前述のように現存の変形学生服メーカーの中には別のブランドで標準型学生服の製造を始めた例（ベンクーガー⇒ビバリーヒルズポロクラブ）もある。認証基準の範囲内ではあるが、変形のテイストを感じさせるデザインを盛り込んでいるタイプがあり、縫製や素材などの品質においても劣る場合が多い。
- 変形学生服メーカーは独自にカタログを発行しているケースが1990年代中盤〜後半頃までは多かったが、不景気の影響や前述のように変形学生服の需要が減少している等の要因などもあり徐々にカタログを廃止するメーカー増えていき、2000年代中盤頃にはほとんどのメーカーで廃止されてしまった[54]。そのカタログには着こなし方などの情報も記されたり、様々なデザインの変形学生服が一覧でき、変形学生服への憧れを煽るようなモデルを使ったイメージ画などもあり、情報量は多かった。そのため、（変形学生服全盛の頃は特に）このカタログを見て様々な変形学生服を着ることを夢見たり、友人とこれを材料に雑談するなど「雑誌」としての意味も充分に持ちうるものであった[55]。
- 変形学生服の着用は、独自デザインを採用している学校ではほとんど見られないという特徴がある。このため、服装の乱れを防止するという目的で、制服の全面的な変更を行った学校も少なくない（前述）。
- 近年は、変形学生服を取り扱う販売店の減退があるが[56]、一方でネット通販などに販売形態が移り変わりつつある。
- 変形学生服には、一つ一つの上衣やスラックスのデザインに名前があてがわれている。特にその名前とデザインの因果関係はなく、名付けにはメーカー側の好みが反映されている。
- 過去には一般的・標準型学生服に手を加えて変形学生服（改造学生服とも呼ばれる）にするケースもあった。だが、既製品が流通するようになってからは、そちらが変形学生服の主流となっている。中にはデザインを自分好みにフルオーダーする人もいた。それらは仕立て と呼ばれ、吊るし と呼ばれる既製品より価値が高いとする地域や学校もあった。
- 学校の服装規定にて標準型着用が指定されておらず、デザインがそれに沿ったものであれば、変形学生服であっても正規の制服として（黙認も含めて）認めているケースもある。例として「著しく長さが短く・長くないもの（上衣）、著しく幅が太くないもの（ズボン）」「ノータックなら可」など。
- 変形学生服にあわせて、ネックレス等アクセサリーやベルト（極細のカラーベルトなど[55]）、靴下や靴にも派手目のものを着用しこだわりを持つケースもある。腰パンをする場合は、必然的に下着を見せるためにここもこだわるポイントである。上衣の中に着る服には特にこだわりがある場合が多く、パーカーを着込みフード部分を外に出したり、B系のサイズの大きなTシャツを着たりする。他に染髪やパーマ、髪型や眉などに手を加えたり、香水を付けたり、財布や学生鞄（古くは、潰しカバンやチョンバッグ）など持ち物も含めた総合的なコーディネートを考えているケースもある。また、ポケットに手を入れたり股を開き気味に歩いたりして、ワタリの広さを強調することも行われたり、学生鞄の持ち方などにもこだわりを持つなど、総合的なパフォーマンスに気を遣うケースもある。
- 卒業式では、普段は標準型を着用している者が変形学生服を着たり、普段から変形学生服を着用しているものがより華美な変形学生服を着るなど、いっそうの自己主張の場となることがある。なかには、黒色以外の「カラー学生服」を着用したり、刺繍を行う者もいる。また、特攻服を着て出席する場合もある。
- 「ホコリやゴミが付きにくく落ちやすい」「しわになりにくい」「ファッション性が高く色々なデザインが選べる」「動きやすい」などの理由により、変形学生服のスラックス・ズボンが美容師など一部の職業用ユニフォームとして採用されているケースもある[57]。
- 学生服ではないものの変形学生服風のデザインの衣料には、変形学生服のネーミングが流用して使われることもあった（例:ボンタンジーンズ、短ランジャージ）。
- 変形学生服全盛時代は目立って分かりやすいサイズやタイプが重要視され、それをいうことが（一例「上は短ラン、下はワタリ38スソ20」等）一種の挨拶的役割を果たしていた学校や地域もあったが、変形学生服文化の縮小と共に廃れていった。現在ではセミ短やスケーターが変形の中心的存在のモデルになっている背景からデザイン的な流行やバランスを重視して選んでいるケースが多い模様。
- 変形学生服全盛の頃はバリエーションも多かったため、少し変わったデザインやギミックを備えているモデルも存在した（下記参照）。現在では採用されることが少ない。
  - 上衣（一例）
    - 裏地の柄をチャック一つで変えられるモデル（“忍者”と呼ばれることもあった）
    - シークレットポケット（一見分かりにくい部分に付いている隠しポケット）

  - スラックス・ズボン（一例）
    - 着脱式フラップ・雨ブタ（マジックテープを使用していた）
    - 変種フラップ・雨ブタ（ボタン無しや紐状のものなど）
    - 線タック・ダーツタック（タックのように見える縫いこんだ線のこと）
    - バックダーツ（ズボンの後ろポケット付近ある飾り線）
    - 後ろポケット無し・小型タイプ
    - 脇横型ポケット
    - ベルト通し無し
    - 裾チャック仕様（ボンタンで裾が非常に細いものは着脱しがたいため、チャックを付けてやり易くしたものがあった）
    - 0.5cm刻みのサイズ

### 上衣（変形）
※記載されている数値は表示の基準となっているMサイズのもの、また着丈は背面の襟の付け根から裾までの長さをいう。
分類
- タイプは着丈によって区分され、一般的に、短ラン・セミ短・中ラン・長ランの四種類に分けられる。４種類の分類は、メーカーや販売店によっても異なるが、ここでは、『Oh! Young Golden 80's』の変形学生服カタログというコーナーに記載の着丈を参考にする。[58]
  - 短ラン - 標準型より着丈が目に見えて短いタイプ（約60cm未満）を指す。おおよそ50cm未満になると「極短ラン」、通称「極短」と呼ばれることがある。極短になると、前面の丈が、背面の丈より長くなる「スペンサーカット」が採用される傾向にある。
  - セミ短 - 「セミ短ラン」の短縮形通称。標準型より着丈が若干短めのタイプ（約60〜70cm位）を指す。通販サイトではここ数年売れ筋のモデルと書かれていることが多い。
  - 中ラン - 標準型と着丈がほぼ同じ長さ〜多少長いタイプ（約70〜80cm位）を指す。以前は「標準型からのステップアップ用」「標準型の代用品として」など標準型＋αを求める層や「適度な着丈にこだわりを持つ人」などに一定の人気を得ていたが、最近は標準型全盛であるため、またちょっとしたこだわりを求める者が減ったため、一見標準型と変わらなく見えるデザインが逆に仇となり人気が大きく低迷している。それにより各メーカーは大幅にラインナップを縮小している。70cm台前半のものは「セミ中」、70cm台後半のものや中ラン自体を「セミ長」と呼ぶこともあった。解釈の仕方によっては中ランも長ランの一種として扱われている場合がある。
  - 長ラン - 標準型より着丈が目に見えて長いタイプ（約80cm以上）を指す。詳しくは「長ラン」 参照。長ランの中でも特に長いものは「洋ラン」と区別して呼称することもある。

細部の形態
- 襟の高さは、短ランでは標準型より低く、セミ短は標準型よりやや低い〜同等、中ランは標準型と同等〜やや高く、長ランでは標準型より高いことが多い。短ランでは1cm台のものがあり、長ランでは5cmを超えるものもある。襟カラーもそれに応じて、低いものから高いものがある。詳細は襟カラー#学生服にて。金属製の襟飾り（襟吊り）のあるものもある。
- 肩の部分は、パッド（英語版）が多く詰め込まれたり肩幅が広く、一方でウエスト部分の絞りを大きくし、逆三角形のデザインをされているものが多い。これによってスタイルや体格を良く見せるようになっている。近年は細身が好まれる傾向もあり、肩幅も細くタイトなスタイルに見せるデザインのものもある。
- 袖と胴体部の接合部は広くとってあり、二の腕部も太く、袖口にかけて徐々に細くなっていくデザインが多い。
- フロントボタン（前ボタン）の数は、極短ランでは4個以下、長ランでは6個以上になるものがある。一般的な短ランやセミ短および中ランは標準型と同様5個のものが多い。短ランになればなるほど、ボタン間の間隔は狭くなる。デザインは、全国統一標準タイプ中学生モデル（桜）のデザインのものもあるが、（変形）学生服メーカーのもの、竜やスカルの模様がほどこされたものなど、華美なものがある。質感や形状も標準のものと異なるものがあり、光沢がないもの（イブシボタン）、ふくらみがないもの（潰しボタン）、表面をプラスチックでコーティングしてあるもの（エポキボタン）などがある。
- チェンジボタン（裏ボタン）は、「恋」「人」「募」「集」「中」などの文字があしらわれたり、タバコなどが描かれたり、フロントボタンと同じくエポキタイプのものなどがある。それらがチェーンで連結されるなど派手に装飾されるものもある。この部分のカスタムは、取り外しが容易なので自分好みにカスタム可能で、外から見えないため標準型から脱する際に手始めとして行われることが多い。一方で、安全ピンなどで代用可能である。
- 左前ポケット上には、メーカーやブランド名を記載したピスネーム（ネームタグ）付のものがある。
- 袖の作りはボタンホール仕様（本穴仕様）になっているものがほとんどである。これは、縫いつけ（あきみせ）ではなく生地にボタン穴が開いており、袖ボタン用の裏ボタンで留める仕様のことである。標準型と見分けが付きやすいポイントである。袖ボタン数は短ランでは1個、セミ短では1個-2個、中ランでは3個-4個、長ランで4個以上であることが多い。
- 生地同士の接合部分など生地端にステッチが入ることがある。全ての生地端にステッチが入ることをオールステッチと呼ぶ。
- （タバコ、紙幣、コンドーム等を隠すための）隠しポケットが存在するなど、ポケットにも技巧が凝らされている場合がある。また、短ランの場合、丈が短くになるにつれて前ポケットが浅くなり前ポケットがないものもある。そして、スラックスのポケットにも共通することであるが、ポケット内部にある裏地は他の部分の裏地に比べて見えやすく、裏地のカラーをアピールできるところである。
- 胸ポケットは「クシポケット」と呼ばれるようなクシが入るような深いものもある。短ランでは斜めにデザインされていることもある。
- 長ランの中にはセンターベンツ、もしくはサイドベンツ（動きやすくするため、背中裾中央部分に入れた切れ込み）になっているものも存在する。（糸抜きタイプやファスナー開閉可能なものも有り）
- 裏地は近年において色も極端に派手なものは少数派であり、標準型より多少派手目に見える色使い（パープル、ブラックワイン等）が主流。ただし、光沢や玉虫調を強めにして標準型とは差異化を図っている。旧来は、裏地に竜や虎などの刺繍が施されることがあったが[55]、現在は刺繍がされることは稀である。
- なお、以上は「学ラン」タイプの変形学生服についての解説であるが、ブレザーにおいても「短ブレ」、スクールシャツにおいての「短シャツ」と呼ばれる着丈の短い変形タイプが存在する。

### スラックス・ズボン（変形）
- 一部では「学ズン」と呼ばれることもある。

※記載されている数値は表示の基準となっているMサイズのもの
分類
- シルエットによりいくつかのタイプがある。ただし、上衣ほど明確に区分できず、境界が曖昧なものも多い。ワタリ巾、スソ巾によって分類される。「ボンタン」「ブーツカット」ではヒザ巾も重要な観点となる。以下、おおまかに見てワタリ巾の狭いものから取り上げるが、「ボンタン」「ブーツカット」はラインが幅広くこの順序に当てはまらないものもある。ストレートから遠ざかるにつれて過激なデザイン（校則違反になりやすいもの）になり、下記の細部の形態も標準型と離れて華美なものになるものが多い。以下、サイズ一例としてそのシルエットを代表する「ワタリ巾－スソ巾」または「ワタリ巾ーヒザ巾ースソ巾」を掲出する。なお、通販サイトカタログ等では「タック数－ワタリ巾－スソ巾」といった表示の仕方も多い。
  - タイト・スリム：ストレートに比べ、ワタリ巾・スソ巾ともに細い。お兄系など男性においても細身のスタイルを求める傾向とも重なる。サイズ一例「31-20」
  - ストレート：ベーシックなラインのモデル。標準型もこれに含まれる。サイズ一例「34-22」
  - ブーツカット：「ラッパズボン」と呼ばれた変形ズボンに近いシルエット。ワタリ巾はストレート並だが、ヒザの部分が細くなりスソが大きく広がっている。「ベルボトム」とも呼ばれる。サイズ一例「35-24-28」
  - バギー：ストレートに比べ、ヒザから下が若干太いシルエット。ストレートとスケーターの間のようなデザイン。サイズ一例「35-26」
  - スケーター：ストレートに近いシルエットだがワタリ巾、スソ巾ともに若干広い（特にスソ巾が広い）。ルーズさを強調するために折り目を無くしたものも存在する。箱ポケ（後ろポケットの入り口部分が1〜2cm程度の帯状になっている仕様）モデルもある。通販サイトではここ数年売れ筋のモデルと書かれていることが多い（ヒップホップ系ブームの影響もある模様）。ワタリ巾が40cmを超えるものは、ドカンに近くなる。サイズ一例「38-28」
  - ボンタン：変形学生ズボンの代名詞。広義では太目の変形ズボン全般を指す場合もある。狭義ではワタリ巾が広く、スソ巾が細くなっているタイプを指す（サイズ一例「40-20」）。「ボンタン」という言葉に対して時代遅れといった印象も付きまとうため、「ロックパンツ」などと別の呼称に置換されることもある。また、これに類するものでニッカボッカーのようにヒザ部分の太さをいっそう強調した「バナナ（ボンタン）」（別名「クジラ」、「ちょうちん」）と呼ばれるスラックスもある（サイズ一例「43-44-20」）。ひざからスソのスリムさを意識したデザインの場合、「ボンスリ」と呼ばれる（サイズ一例「40-25-20」）。なお、古くは「ボンタン狩り」と称して、敵対する者が履いているボンタンを強奪することがツッパリの中で流行したことがあった[59]。
  - ドカン：文字通り土管のような極太ストレートラインのズボン。ボンスト（ボンタンストレート）、ゴクスト、ズンドウ（寸胴にちなむ）と呼ばれることもある。ワタリ、ヒザ、スソいずれの部分もかなり広いシルエット。サイズ一例「55-35」

細部の形態
- ノータック〜2タックが主流。ワタリ巾の広さにほぼ比例するようにタック数も多くなる傾向にある。中には3タックや4タックもある。
- スラックス後ろ中心のベルト通しはほとんどクロスループ（X）、または並行ループ（※平行ループ・パラレルループとも呼称される）（｜｜）になっている。極少数であるがVループ状のものもある。華美なものになると、後ろ中心のベルト通し以外の全てのベルト通しでもクロスループ仕様の、オールクロスループというものもある。また、全てのベルト通しが二本ずつになるダブルループというものもある（標準型は1本ループが大多数で並行ループを採用しているものは少数である）。
- ワタリ巾の広いズボンにはループダウン（生地の端〜ベルト通しの位置）が広いものがある[55]。この部分がさらに広くなると（おおむね5cm以上）ハイウエスト と呼ばれ、前面中央部にフロントボタンが付いているものや背面中央部に切り込みが入っているもの（Vカット）がある。
- スケーターなどには、あえてセンタープリーツを消して、フォーマル色を和らげ、ルーズ感を出すものもある。
- ワタリ巾の広いズボンでは、股上が深くなりガッチリさを演出する傾向にある。反対に「タイト」や「ブーツカット」ではスタイルを際立たせるため、股上が浅いもの（ローライズ）もある。
- 脇ポケットは標準型が腰帯付仕様や斜めポケット（スラッシュ）仕様になっているのに対し、多くは縦ポケット（バーチカル。紳士服に多い）である。また、（「ヤンキー」が手を入れて歩きやすいようにするため、また手を入れた時にワタリを強調できるシルエットになるようにするために）脇ポケットは深い傾向にある。加えて脇ポケット下部に隠しポケット（縫い目部分にポケットぶ開閉ファスナーが付いている）の付いているものもある。
- 腰裏ポケットは、外観上の大きな特徴であるフラップ（別名「雨ブタ」ともいわれる）付きが多い。本来はフラップ付ポケットであるが、標準型と同様の玉縁ポケットに偽装して一見標準型のように見せることもできるモデル「チェンジフラップ（ポケット）」タイプもある。
- 腰裏ポケット上には、メーカーやブランド名を記載したピスネーム（ネームタグ）付が大多数。
- ほぼ全てのモデルの腰裏ポケットのボタンには文字が刻印されているなどデザインされている。ピスボタンとも呼ばれる。カラーデザインボタンの場合もある（標準型は黒無地のボタンが大多数、ボタンに文字が書かれたデザインタイプものは極少数である）。
- 裏地は上衣と同様の傾向に極端に派手なものは多くなく、標準型より多少派手目に見える色使い（パープル、ブラックワイン等）が多い。ただし、光沢や玉虫調を強めにして標準型とは差異化を図っている。

## その他
- 詰襟タイプでオリジナルデザインを指定し採用している学校も、私立校を中心に少なからず存在する。東京では学習院中・高等科、攻玉社中学校・高等学校、明星中学校・高等学校、慶應義塾の一貫教育校、日本大学豊山中学校など。また、同じマリア会（英語版、フランス語版）系列のミッションスクールである札幌光星学園や大阪明星学園、暁星学園と長崎海星学園では、全国的にも珍しい立折襟型で七つボタンの学生服を採用している。

## 作品における学生服

### 漫画・アニメ
- キテレツ大百科
  - 登場人物の中に一般の浪人生 → 大学生ながら普段着が学生服の「苅野勉三（勉三さん）」がいる。また、本作に限らず藤子・F・不二雄のマンガ作品において、男子高校生・大学生は記号的におよそ全て詰襟・黒の学生服姿で表される。作品の時代は昭和40年代。
- ジョジョの奇妙な冒険
  - 第3部の主人公「空条承太郎」と、承太郎の仲間「花京院典明」が学生服（学ラン）を着用している。承太郎は装飾品をつけるなどして着崩しており、花京院は上着の裾が長い学ランを着ている。
  - また、第4部では主人公の「東方仗助」を初めとする男子高校生の登場人物達が学ランを着用している。

### 映画・ドラマ
- 3年B組金八先生
  - 男子生徒の制服が詰襟学生服で一貫している。第1シリーズ・第7回が長ランにスポットライトを当てた話・「学ラン長ラン大混ラン」。
- ビー・バップ・ハイスクール
  - 登場人物のほとんどが変形学生服を着用。一部の変形メーカーで「トオル」「ヒロシ」というモデルが作られ、現在では「トオルII」「ヒロシII」「トオルX」という新たなデザインと共になお存在する。
- 人間・失格〜たとえばぼくが死んだら
  - 舞台の学校が現在では珍しい白の学生服（前ファスナー）を採用している。

### ゲーム
- ダウンタウン熱血物語
  - 登場する男性が全員学生服で登場し、どの高校かを区別する必要性からさまざまな色の学生服を着ている。

### バラエティ番組
- たけし・逸見の平成教育委員会
  - 番組で司会も務める逸見政孝が学級委員長として着用。黒だけでなく、夏用にグレー、水色、紫色もあった。
- ぐるぐるナインティナイン
  - 「グルメチキンレース・ゴチになります!」コーナーにて、男性の出演者が長ランを着用している。